# Выборы в Европейский парламент в Ирландии (2014)
Выборы в Европейский парламент в Ирландии прошли 23 мая 2014 года одновременно с местными выборами. На выборах будет избрана ирландская делегация, состоящая из 11 депутатов.
Европейские выборы в Ирландии проходят по системе единственного передаваемого голоса.

## Изменения избирательных округов
Избирательная комиссия предложила изменить избирательные округа Ирландии, так как в результате подписания Лиссабонского договора в декабре 2009 года общее количество мест Европарламента ограничено 751 депутатом, а вхождение Хорватии в Европейский союз потребовало изменения количества национальных делегаций и ирландская делегация была уменьшена с 12 до 11 депутатов.
Вместо 4 округов было сформировано 3 округа:
- Мидлендс—Северо-Запад — 4 места
- Юг — 4 места
- Дублин — 3 места

## Результаты
- Фине Гэл — 4
- Шинн Фейн — 3
- Фианна Файл — 1
- Независимые кандидаты — 3